# Paúl Vélez
Paúl Vélez (Cuenca, 12 de mayo de 1971) es un exfutbolista ecuatoriano y actual entrenador de Mushuc Runa de la Serie A de Ecuador.

## Trayectoria

### Como futbolista
Vélez jugó únicamente en equipos locales durante toda su carrera. Representó a Cruz del Vado, Liga de Cuenca y Deportivo Cuenca, y se retiró en 1994, con tan solo 23 años.

### Como entrenador
Luego de su retiro del fútbol en 1995 comenzó a hacer su carrera de entrenador en las categorías formativas del Deportivo Cuenca. Fue asistente técnico del club 'morlaco' de la Sub-15 y Sub-20 en 1999 y el plantel profesional en 2000. En ese mismo año fue 'Director técnico' de la Sub-18, Sub-16 en 2001 a 2003, Sub-17 en 2004, Sub-18 en 2005 y Sub-19 2006.
Hace su debut como 'Director técnico' en la Serie A de Ecuador con el plantel absoluto del Deportivo Cuenca en el 2008 luego de la renuncia de Gabriel Perrone. Vélez logra recuperar al equipo 'cuencano', finalizando el Campeonato Ecuatoriano de Fútbol 2008 en el tercer lugar y clasificado al club a la Copa Libertadores 2009.
La dirigencia de Deportivo Cuenca a inicios del 2009, decide contrar a Guillermo Duró con Vélez como 'asistente técnico'. Una pobre campaña del argentino Guillermo Duró dejan a Vélez nuevamente al frente del plantel ´morlaco' a mediados de año. Deportivo Cuenca llega a la final del Campeonato Ecuatoriano de Fútbol 2009 y pierde el título con el Deportivo Quito. Vélez consigue el subcampeonato y nuevamente la clasificación del club a la Copa Libertadores 2010. A mediados de la temporada 2010 Paúl Vélez renuncia a la dirección técnica del Deportivo Cuenca.
En julio de 2010 es contratado por el Club Técnico Universitario con el fin de conseguir el ascenso a Serie A de Ecuador. Vélez en 2011  consigue una campaña formidable con el "rodillo rojo" 24 partidos ganados, 8 empatados y solo 6 perdidos, logrando el Campeonato Ecuatoriano de Fútbol Serie B y el ascenso a 'primera'.
A inicios de la temporada en el 2012 Vélez asume la dirección técnica de Liga Deportiva Universitaria de Loja. Con el equipo 'lojano' consigue la clasificación histórica del club por primera vez a un "torneo internacional" la Copa Sudamericana 2012 al terminar la primera etapa del torneo nacional en 2.ª posición, igualando en puntos con el 1.º (Barcelona 38pts) y solo separado por el gol diferencia. En Copa Sudamericana lidera al plantel logrando triunfos tanto de local como de visitante, uno de ellos en el Estadio Centenario de Montevideo por 2 a 1 contra Nacional eliminando al equipo uruguayo en 2.ª fase.
En 2016 llega a hacerse cargo del Macará de Ambato con la consigna de lograr el ascenso a la serie A del futbol ecuatoriano proclamándose campeón de aquella edición de la segunda B con el equipo de Ambato. Nombres como Carlos Feraud, Armando Gómez, Galo Corozo, Moisés Corozo entre los más destacados fueron quienes destacaron en aquel campeonato que sembraría una base para el equipo.
En 2017, los objetivos marcados eran salvar la categoría, pero Vélez tenía otra visión, aquel año histórico no solo para el DT sino para el equipo y la hinchada logra la ansiada clasificación a Copa Libertadores, siendo la primera para el Macará en un hito histórico derrotando por 1-0 a Barcelona en Guayaquil con gol del "Mago" Benítez asistido por un centro de Feraud que selló la victoria ambateña en el astillero. Nombres como Juan Manuel Tévez, Diego Benítez, Osvaldo Cabral, Carlos Feraud, Ronald Champang los que más se destacaron en esa campaña al mando de Vélez.
En el año 2018 Vélez hace su participación junto a Macará en la fase 1 de Copa Libertadores enfrentándose al Deportivo Táchira de Venezuela iniciando el enfrentamiento en Ambato en el estadio Bellavista totalmente lleno, en aquel encuentro se registró un empate 1-1 con el equipo venezolano. Para el encuentro de vuelta en el estadio de Pueblo Viejo el equipo no lograría la ansiada clasificación con un empate 0-0 que le daba el pase automático al equipo de Venezuela por la regla del gol de visitante. Por el campeonato ecuatoriano Vélez vuelve a estampar el nombre del Macará entre los primeros y mejores equipos de ese campeonato quedándose a 2 puntos de ganar la segunda etapa que se la terminó llevando Emelec.
Para el 2019 Vélez junto a Macará tenía el reto de la Copa Sudamericana, torneo en el cual se enfrentaría al Guabirá de Bolivia en la primera fase que selló una clasificación histórica para el equipo de Ambato ganando 2-1 en Bellavista y sellando su clasificación con un contundente 0-3 en Bolivia. Para la segunda fase del torneo se enfrentaría al Royal Pary lamentablemente para el DT Ecuatoriano esa llave se la llevaría el equipo boliviano 1-0 en Santa Cruz de la Sierra por lo que la clasificación estaba en Ambato. Tras un emocionante partido el cual se llevó el Macará con un 3-2 a favor, pero en el marcador global el gol de visitante hacía nuevamente de las suyas dándole el pase al equipo de Bolivia. En el campeonato ecuatoriano Vélez logró hacer que el equipo consiga una campaña inolvidable para los hinchas en la cual el equipo de Ambato se llevaría la primera fase del torneo en el primer lugar con apenas 2 partidos perdidos y clasificándose para los play-off de aquel campeonato. En los cuartos de final se enfrentó al Emelec al cual derrotó 2-1 en el estadio George Capwell y perdió por el mismo marcador en Ambato, pero se clasificó para la semifinal por haber sido primero en la fase regular. En la semifinal se enfrentaría al Delfín de Manta con el cual cayó 2-1 en Manta y en Ambato haciendo que la ilusión del primer campeonato para el equipo ambateño se esfume, pero sellando la mejor campaña para el mismo.
Entre 2020 y 2022, su etapa dentro de Macará tuvo una decaída finalizando su vínculo con el equipo en 2022 luego de una racha de resultados negativos que dejarían al equipo hundido en el fondo de la tabla finalmente descendiendo a la Serie B del futbol ecuatoriano. 
El 22 de septiembre de 2022 es contratado como director técnico de Libertad Fútbol Club de Loja, equipo que esa temporada disputó la Serie B.
Vélez fue despedido del Libertad el 24 de mayo de 2023, tras solo una victoria en la temporada. El 31 de marzo de 2024, después de casi un año sin club, regresó al Técnico Universitario para una tercera etapa, con el club también en primera división.

## Clubes

### Como entrenador
| Club                  | País    | Año       |
| --------------------- | ------- | --------- |
| Deportivo Cuenca      | Ecuador | 2008-2010 |
| Técnico Universitario | Ecuador | 2010-2011 |
| Liga de Loja          | Ecuador | 2012-2013 |
| Técnico Universitario | Ecuador | 2013-2014 |
| Club Deportivo Cuenca | Ecuador | 2015      |
| Deportivo Quito       | Ecuador | 2015      |
| Club Deportivo Macará | Ecuador | 2016-2020 |
| Delfín Sporting Club  | Ecuador | 2021      |
| Club Deportivo Macará | Ecuador | 2021-2022 |
| Libertad F. C.        | Ecuador | 2022-2023 |
| Técnico Universitario | Ecuador | 2024-act. |

## Palmarés

### Campeonatos nacionales B
| Título             | Club                  | País    | Año  |
| ------------------ | --------------------- | ------- | ---- |
| Serie B de Ecuador | Técnico Universitario | Ecuador | 2011 |
| Serie B de Ecuador | Macará                | Ecuador | 2016 |

### Distinciones individuales
| Distinción             | Año  |
| ---------------------- | ---- |
| Mejor Director Técnico | 2009 |
| Mejor Director Técnico | 2018 |